# Granica C-T
Granica C-T (zwany także granicą cenoman-turon) - warstwa osadów rozgraniczająca warstwy cenomanu od turonu (środkowa kreda). Warstwy z tego okresu noszą ślady wyjątkowo wysokiego poziomu morza. 
Szczegółowa wiedza z tego okresu pochodzi z północno-zachodniej Europy i zachodniej części środkowych stanów USA. Facje wskazują na to że w tym okresie panowały dyzoksyczne warunki (niedobór tlenu w środowisku). Natomiast z analizy rdzeni podmorskich wynika że w osadach spoczywających wprost na skorupie oceanicznej jak i z zapisu zmian izotopowych węgla wynika ze panowały warunki anoksyczne (brak tlenu w środowisku). Spowodowane prawdopodobnie zwiększaną akumulacja materii organicznej w osadach. Obecnie utrzymuje się jednak niepewność co do dokładnego datowania i zasięgu tego wydarzenia. Wielu badaczy widziało na tej granicy ślady wielkiego wymierania (zwłaszcza otwornic i mięczaków), jednak szczegółowa analiza przeprowadzona w południowej Anglii przez Andy Gale i Andrew Smith z londyńskiego Muzeum Historii Naturalnej wyraża wątpliwość co do realności wielkiego wymierania w tym okresie. 